# ZL50
ZL50 (Abkürzung für Zyklon Loop 50) ist die Bezeichnung eines Stahlachterbahnmodells des Herstellers Pinfari, welches erstmals 1991 ausgeliefert wurde.
Die Strecke verfügt über einen Looping. Die Züge verfügen über jeweils zwei Wagen, in denen vier Personen (zwei Reihen à zwei Personen) Platz finden.

## Standorte
| Achterbahn                                | Betreiber                                                 | Land                         | Eröffnung                  | Schließung                                    |
| ----------------------------------------- | --------------------------------------------------------- | ---------------------------- | -------------------------- | --------------------------------------------- |
| Shymkent Gorki Roller Coaster Superloopen | Ken Baba Ethnic Theme Park Adlerkurort Metro Park Furuvik | Kasachstan Russland Schweden | 2018 2005 oder früher 1991 | 2021 24. Juni 2018 oder früher September 2000 |
| Super Loop                                | Coşkun Lunapark                                           | Türkei                       | 1997                       |                                               |